# Hrastovolistni pajek
Hrastovolistni pajek (znanstveno ime Aculepeira ceropegia) je palearktična vrsta pajkov križevcev, ki je razširjena tudi v Sloveniji.

## Opis
Samci imajo telo dolgo med 6 in 8 mm, samice pa so znatno večje in lahko dosežejo med 15 in 17 mm. Ime je dobil po vzorcu v obliki hrastovega lista, ki ga ima na hrbtu. Razširjen je skoraj po vsej Evropi po vlažnih travnikih v bližini voda, vrtovih, in po gozdnih obronkih. Najbolj mu ugajajo prepišni in dobro osončeni predeli. Najdemo ga lahko do nadmorske višine okoli 3600 metrov.